# غرور

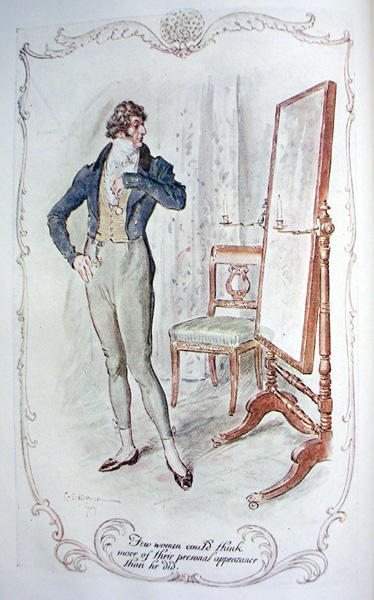

الغرور هو إيهام يحمل الإنسان على فعل ما يضره ويوافق هواه ويميل إليه طبعه.
وهو حب الإنسان لنفسه بزيادة، وقد ينتج عنه الكراهية والحقد ونقصان التواضع.
الأسباب التي تؤدي إلى الغرور: الجمال - المظهر الخارجي - امتلاك أشياء نادرة - امتلاك منزل - حب الناس للشخص، وهو صفة قد تزرع الكره والحقد.
يمتلك الأطفال غالبا هذه الصفة، ولا يجب أن يحاسبوا عليها بسبب صغر سنهم.
يزرع الغرور بين الفنانين والمشاهير غالبا ولكن السبب غير معروف.

## لغة
كل ما غر الإنسان من مال، أو جاه أو شهوة أو إنسان أو شيطان.

## اصطلاحا
هو سكون النفس إلى ما يوافق الهوى ويميل إليه الطبع (التعريفات للجرجانى). وتذكر خصلة «الغرور» بصيغ مختلفة في القرآن الكريم، لتدل على معان أهمها الانخداع والتعالي المؤدي إلى البطر ونكران نعم الله على الإنسان، الأمر الذي يحاسب عليه بقوله: {ما غرك بربك الكريم} الانفطار:6، ولأن هذا الموقف مبني على باطل، كان النهي عن كل أنواع الغرور والاغترار بالدنيا أو بالدين.

## في القرآن
ورد الفعل غرّ يغرّ - وكلمة غرورا بضم الغين وفتحها - 27 مرة في 21 آية:
- فَلا تَغُرَّنَّكُمْ الحَيَاةُ الدُّنْيَا وَلا يَغُرَّنَّكُمْ بِاللهِ الغَرُورُ، سورة لقمان الآية 33